# Sangala rubrimacula
Sangala rubrimacula là một loài bướm đêm trong họ Geometridae.